# یواس‌اس راتبرن (دی‌دی-۱۱۳)
یواس‌اس راتبرن (دی‌دی-۱۱۳) (به انگلیسی: USS Rathburne (DD-113)) یک کشتی بود که طول آن ۹۵٫۸۳ متر (۳۱۴٫۴ فوت) بود. این کشتی در سال ۱۹۱۷ ساخته شد.